# Štefanja gora (hrib)
Štefanja gora je hrib, visok 748 metrov. Nahaja se zahodno od Štefanje Gore. Na vrhu stoji Cerkev svetega Štefana.

## Dostopi
Po markiranih gozdnih pešpoteh z vasi Možjanca OLŠEVEK in Adergas ali po asfaltirani cesti od Cerkelj preko Štefanje Gore do turistične kmetije Mežnar.

## Razgled
Od cerkve je lep razgled na Kočno, Grintovec, Kalški greben, Krvavec s televizijskim oddajnikom in velik del Ljubljanske kotline. 